# Saudiarabien i olympiska sommarspelen 2004
Saudiarabien i olympiska sommarspelen 2004 bestod av idrottare som blivit uttagna av Saudiarabiens olympiska kommitté.

## Bordtennis
Herrsingel
- Khalid Al-Harbi
  - Första omgången - Förlorade mot Aleksandar Karakasević från Serbien och Montenegro (9 - 11, 3 - 11, 3 - 11, 5 - 11)

## Friidrott
Herrarnas 100 meter
- Salem Mubarak Al Yami - Omgång 1, 10.36 s (gick inte vidare)

Herrarnas 110 meter häck
- Mubarak Ata Mubarak - Omgång 1, 13.81 s (gick inte vidare)

Herrarnas 200 meter
- Hamed Hamadan Al Bishi - Omgång 1, DNS (gick inte vidare)

Herrarnas 400 meter
- Hamdan O Al Bishi - Semifinal, 45.59 s (gick inte vidare)

Herrarnas 400 meter häck
- Hadi Soua An Al Somaily - Semifinal, 48.98 s (gick inte vidare)
- Ibrahim Al Hamaidi - Omgång 1, 49.64 s (gick inte vidare)

Herrarnas 800 meter
- Mohammed Al Salhi - Omgång 1, 1:48.4 (gick inte vidare)

Herrarnas tresteg
- Salem Mouled Al-Ahmadi - Omgång 1, 16.16 meter (gick inte vidare)

## Ridsport

### Hoppning
| Ryttare         | Häst        | Gren                 | Kval     | Kval      | Kval     | Kval     | Kval      | Kval     | Kval     | Kval      | Final            | Final            | Final            | Final            | Final            | Totalt           | Totalt           |
| Ryttare         | Häst        | Gren                 | Omgång 1 | Omgång 1  | Omgång 2 | Omgång 2 | Omgång 2  | Omgång 3 | Omgång 3 | Omgång 3  | Omgång A         | Omgång A         | Omgång B         | Omgång B         | Omgång B         | Totalt           | Totalt           |
| Ryttare         | Häst        | Gren                 | Straff   | Placering | Straff   | Totalt   | Placering | Straff   | Totalt   | Placering | Straff           | Placering        | Straff           | Totalt           | Placering        | Straff           | Placering        |
| --------------- | ----------- | -------------------- | -------- | --------- | -------- | -------- | --------- | -------- | -------- | --------- | ---------------- | ---------------- | ---------------- | ---------------- | ---------------- | ---------------- | ---------------- |
| Ramzy Al-Duhami | Fall Khaeer | Individuell hoppning | 9        | =54       | 17       | 26       | =55 Q     | 28       | 54       | 57        | Gick inte vidare | Gick inte vidare | Gick inte vidare | Gick inte vidare | Gick inte vidare | Gick inte vidare | Gick inte vidare |
| Kamal Bahamdan  | Casita      | Individuell hoppning | 12       | =60       | 12       | 24       | 53 Q      | 12       | 36       | 50 Q      | 25               | 45               | Gick inte vidare | Gick inte vidare | Gick inte vidare | Gick inte vidare | Gick inte vidare |